# Benito Jacovitti

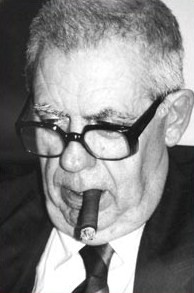
Benito Jacovitti

Benito Franco Jacovitti (* 9. März 1923 in Termoli; † 3. Dezember 1997 in Rom) war ein italienischer Comiczeichner und Kinderbuchillustrator.

## Leben
Bereits 1939 veröffentlichte Jacovitti seine ersten Comics in „Il Vittorioso“. 1940 erschien dort auch zum ersten Mal seine Serie „Pippo“, die bis 1967 lief und als eine seiner berühmtesten gilt. 1941 schuf er „Il Barbiere della Prateria“, 1944 „Chicchirichi“, danach „Raimondo il Corsaro Dipinto“, 1950 „Pasqualino e Pasqualone“. Auch schuf er Comic-Versionen von Pinocchio, Ali Baba und Don Quijote. 1957 erschien in der Jugendbeilage „Giorno dei Ragazzi“ der Mailänder Tageszeitung Il Giorno erstmals die Western-Parodie Cocco Bill, seine erfolgreichste Comicserie. Die Serie um einen Cowboy, der gegen alle möglichen Verbrecher vorgeht und dabei von seinem kettenrauchenden Pferd begleitet wird, ist durch einen ungezügelten Humor gekennzeichnet. Die Zeichnungen enthalten zahlreiche absurde Details. Auf Deutsch erschienen 1975/76 5 Bände der Serie beim Verlag Gevacur in Zug in der Schweiz. 2002/2003 wurde die deutsch-italienische 26-teilige Zeichentrickserie gleichen Namens produziert.
Ebenfalls für „Giorno dei Ragazzi“ begann Jacovitti 1957 die Reporterserie „Tom Ficcanaso“ und 1958 den Science-Fiction-Comic „Gionni Galassia“. 1968 schuf Jacovitti „Zorry Kid“ für „Corriere dei Piccoli“, unschwer zu erkennen als Zorro-Variante. Weitere Comics von Jacovitti sind u. a. Jack Mandolino (1967) und das ohne Worte auskommende „Kamasutra“ (1983), welches in Zusammenarbeit mit Marcello Marchesi entstand und Bizarres zum Thema Sex enthält. Der Comic erschien zwar auch in Deutschland, wurde dort aber wegen seiner sexuellen Darstellungen zeitweilig indiziert. Cocco Bill erschien zuletzt in „Il Giornalino“.

## Trivia
Seine Vornamen wählte sein faschistisch gesinnter Vater für ihn aus.
Jacovitti liebte nach eigener Aussage blonde Frauen, Jazz, das Meer und Zigarren. Er arbeitete auch als Verleger und Lehrer.
Im Privatleben spiegelt sich der Humor seiner Comics wider. Er lief laut Aussage seiner Tochter gelegentlich mit einer Brille ohne Gläser herum, um verblüfften Zeitgenossen erklären zu können, so könne er sich leichter an den Augen kratzen. An seinem Grundstück befand sich nach Aussage seiner Tochter ein Warnschild mit der Aufschrift „Vorsicht, bissiges Lama“.

## Werke auf Deutsch
- Super (Moewig, Rastatt, 1971–1973)
  - Band 1: Flip, Flap & Florian
  - Band 2: Ponkraz
  - Band 3: Komplott um Don Quichotte
  - Band 4: Für eine Handvoll Kleingeld
  - Band 5: Die Pantoffeln Allahs
  - Band 9: Ramses läuft heiss

Die anderen Bände der 18-bändigen Serie enthalten Werke anderer Künstler.
- Das Ende der Rockfüller-Bande. Brönner Kinderbuchverlag, Breidenstein, Frankfurt a. M. 1972
- Cocco Bill (Gevacur, Zug, 1975–1976)
  - Band 1: Cocco Bill kauft sich 7 kalte Killer (Enthält die 48 Seiten lange Titelgeschichte aus den Jahren 1968/69)
  - Band 2: Cocco Bill und der Geisterzug (Enthält: Cocco Bill und der Geisterzug (44 S., 1969), Tierischer Irrtum (2 S., 1972) und eine kurze Geschichte um eine andere Figur Jacovittis, ein kleines Männlein namens TARALLINO (2 S., 1972))
  - Band 3: Cocco Bill gegen Gauner und Banditen (Enthält: Cocco Bill gegen Gauner und Banditen, 44 S., 1971) und Cocco Bill in Teufel und Pistolen (4 S., 1972)
  - Band 4: Cocco Bill gegen Gauner und Liliputaner (Enthält: Cocco Bill gegen den großen Unbekannten (24 S., 1970), Cocco Bill und die Lilliputs (20 S., 1970), Rotes Hühnerauge (2 S., ohne Jahr. R. H. ist eine Nebenfigur aus Cocco Bill), Zik Zak Zorrykid (2 S., 1972. Dies ist keine Cocco Bill-Geschichte, sondern eine Geschichte um die von ihm 1968 kreierte Titelfigur.))
  - Band 5: Cocco Bill: Rotes Hühnerauge und die Hühner mit dem Roten Auge / Cocco Ding Dong! Wildwest Musical in D-Moll von Jacovitti) (Enthält: Cocco Bill und ….. die Hühner mit dem Roten Auge (35 S., 1969), Cocco Dingdong! Wildwest-Musical in D-Moll von Jakovitti (14 S., 1970)